# رود کشندی
رود کشندی، رود جزر و مدی یا جریان کشندی انگلیسی: Tidal river رودی است که تحت تأثیر جریان‌های جزر و مد دریا یا اقیانوس قرار دارد. در این نوع رودخانه‌ها، سطح آب و جهت جریان به‌طور منظم بر اثر جزر و مد تغییر می‌کند. چنین رودهایی معمولاً در نزدیکی مناطق ساحلی و در محل تلاقی رودخانه با دریا یا خلیج قرار دارند.
رود تیمز در لندن نمونه‌ای از رود جزر و مدی است. رود سوان در استرالیا و رود کوپر در آمریکا نیز تحت تأثیر جزر و مد قرار دارد.

## ویژگی‌های اصلی رودخانه‌های جزر و مدی
- تغییر سطح آب: سطح آب در این رودخانه‌ها به‌طور منظم با جزر و مد بالا و پایین می‌رود.
- دو جهت جریان: در زمان مد (زمانی که سطح آب بالا می‌آید)، جریان آب به سمت داخل خشکی حرکت می‌کند (upstream)، و در زمان جزر (سطح آب پایین می‌آید)، آب به سمت دریا برمی‌گردد (downstream).
- شوری متغیر: به دلیل اختلاط آب شیرین رودخانه و آب شور دریا، میزان شوری آب در این مناطق تغییر می‌کند.
- تأثیر بر زیست‌بوم: رودخانه‌های جزر و مدی محل مناسبی برای رشد انواع گیاهان و جانوران آبزی هستند که به این تغییرات عادت کرده‌اند.

این رودخانه‌ها در مدیریت منابع آب و حمل‌ونقل دریایی اهمیت زیادی دارند، زیرا تغییرات سطح آب می‌تواند بر ناوبری و زیرساخت‌های ساحلی اثر بگذارد.

## تعریف رود جزر و مدی
رود جزر و مدی به ناحیه‌ای گفته می‌شود که در بالادست، فراتر از حد نفوذ شوری و در پایین‌دست، تحت تأثیر نوسان سطح آب جزر و مد قرار دارد. این تعریف بر اساس روند جزر و مد و میزان شوری انجام می‌شود. در برخی رودهای جزر و مدی، آب ممکن است شوری زیادی نداشته باشد که در این حالت، آن بخش از رود به‌عنوان «رود آب شیرین جزر و مدی» یا «بخش رود» شناخته می‌شود. از نظر تغییرات سطح آب، این رودها به سه دسته تقسیم می‌شوند: میکروجزر و مدی (کمتر از ۲ متر)، مزو جزر و مدی (۲ تا ۴ متر)، و ماکروجزر و مدی (بیش از ۴ متر). در انتهای بخش رود جزر و مدی، جایی که آب شور و شیرین ترکیب می‌شود، خور یا استوار شکل می‌گیرد. یکی از پدیده‌های رایج در این رودها، پدیدهٔ بور است که طی آن موج آب در زمان مد به سمت بالادست حرکت می‌کند.

## اهمیت رودخانه‌های جزر و مدی در چرخه آب
رودهای آب شیرین جزر و مدی نقش مهمی در انتقال رسوبات و مواد مغذی به دریا ایفا می‌کنند و به تعادل چرخه جهانی آب کمک می‌کنند. برآوردها نشان می‌دهد که حدود ۹۵ درصد از رسوبات ورودی به اقیانوس‌ها از طریق رودها وارد می‌شوند. تخمین حجم آب تخلیه‌شده از این رودها برای مدیریت منابع آب و تحلیل‌های اقلیمی ضروری است و این تخمین‌ها بر اساس آمار جزر و مد انجام می‌شوند. اما عواملی مانند تغییر جهت جریان، اثرات جابجایی آب (Stokes drift)، ذخیره‌سازی آب در چرخه‌های مد کامل (spring-neap)، و توزیع جریان در کانال‌های فرعی می‌توانند بر دقت این برآوردها تأثیر بگذارند.

## تهدیدها و چالش‌های پیش روی رودهای جزر و مدی
رودهای جزر و مدی با تهدیدهایی ناشی از تغییرات اقلیمی و فعالیت‌های انسانی روبه‌رو هستند. در دلتاهای این رودها، استخراج منابع معدنی و آب، کاهش ورود رسوبات و مهندسی سیلاب‌دشت‌ها باعث نشست زمین شده است. در ترکیب با افزایش سطح دریا، این فرایند عمق رودها را افزایش می‌دهد و باعث نفوذ بیشتر آب شور می‌شود که تهدیدی برای ارگانیسم‌های آب شیرین است و اکوسیستم رودخانه‌ها را دگرگون می‌کند. همچنین، فرونشست دلتایی ناشی از استخراج نفت، گاز و آب، خطر وقوع سیلاب‌ها را افزایش می‌دهد و باعث پیچیده‌تر شدن چالش‌های مدیریتی می‌شود.